# Die besten Absichten
Die besten Absichten (Originaltitel: Den goda viljan) ist ein Fernsehmehrteiler des dänischen Regisseurs Bille August aus dem Jahr 1991, der außerdem in einer kürzeren Filmfassung vorliegt, die 1992 veröffentlicht wurde. Die europäische Koproduktion basiert auf einem Drehbuch von Ingmar Bergman, für das seine Eltern Modell gestanden haben. Es berichtet ab 1909 über einen Zeitraum von zehn Jahren von der Beziehung des aus ärmlichen Verhältnissen in Nordschweden stammenden Theologiestudenten und späteren Pastors Henrik Bergman (dargestellt von Samuel Fröler) zur impulsiven Anna Åkerblom (Pernilla Östergren-August), die aus dem vermögenden Bürgertum von Uppsala kommt. Die Ehe der beiden erweist sich trotz aller Widerstände, Konflikte und Trennungen – unter anderem muss Hernrik Bergman zeitweilig in einer abgelegenen Pfarrgemeinde in Norrland seinen Dienst erfüllen – als tragfähig.  Die Handlung endet im Juni 1918, kurz vor der Geburt Ingmar Bergmans. Die besten Absichten ist der erste Teil einer von Bergman konzipierten Trilogie über seine Eltern, die mit Daniel Bergmans Kinofilm Sonntagskinder (Söndagsbarn; 1992) fortgesetzt und mit Liv Ullmanns Fernseh- und Kinoproduktion Enskilda samtal (1996) beendet wurde.
Die international verliehene Filmfassung von Die besten Absichten galt als teuerste skandinavische Filmproduktion ihrer Zeit. Trotz gemischter Kritik, die vom wiederholten Vergleich von Augusts Regiearbeit mit den Werken Ingmar Bergmans herrührte, erhielt der Film mehrere Auszeichnungen, darunter 1992 die Goldene Palme der Internationalen Filmfestspiele von Cannes.

## Handlung
(Basierend auf der fünfeinhalbstündigen Fernsehfassung)
Schweden, im Jahr 1909: Der Theologiestudent Henrik Bergman lebt in ärmlichen Verhältnissen in Uppsala. Er ist mit seinen standesstolzen Großeltern zerstritten und unterhält eine heimliche Verlobung mit der Kellnerin Frida. Durch die Bekanntschaft mit dem gleichaltrigen Ernst Åkerblom lernt er dessen reiche und ebenfalls standesstolze Bürgerfamilie kennen. Henrik, der später durch eine Lüge über sein Studium seiner Mutter zu finanzieller Unterstützung durch drei unverheiratete Tanten verhilft, verliebt sich in Ernsts attraktive Schwester Anna. Die selbstbewusste und verwöhnte junge Frau, die plant, Krankenschwester zu werden, erwidert seine Gefühle und verführt ihn. Henrik erzählt Anna von Frida, löst die Verlobung zu der Kellnerin aber nicht. Annas Mutter lehnt die nicht standesgemäße Verbindung ihrer Tochter mit dem introvertierten Henrik ab und lässt durch ihren Sohn Carl Nachforschungen anstellen. Bei einem Besuch Henriks im Sommerhaus der Åkerbloms stellt Frau Åkerblom ihn schließlich wegen der Verlobung mit Frida zur Rede und zwingt ihn zur vorzeitigen Abreise und Trennung von Anna.
Henrik leidet unter der Trennung. Frida trifft sich daraufhin mit Anna, gibt ihre Ansprüche auf Henrik auf und verlässt die Stadt. Kurz darauf erkrankt Anna schwer an Tuberkulose und wird in ein Sanatorium in der Schweiz verlegt. Zwei Jahre später versucht Anna den Kontakt zu Henrik, der mittlerweile evangelisch-lutherischer Pastor ist, wieder herzustellen. Der Brief an ihn wird aber von Frau Åkerblom abgefangen und verbrannt. Sie unternimmt mit ihrer Tochter eine mehrwöchige Reise an die Amalfiküste, auf der sie die Nachricht vom Tod ihres Gatten – Annas Vater – erreicht. Frau Åkerblom gesteht Anna daraufhin die Unterschlagung des Briefes, mit der der verstorbene Herr Åkerblom nicht einverstanden gewesen war.

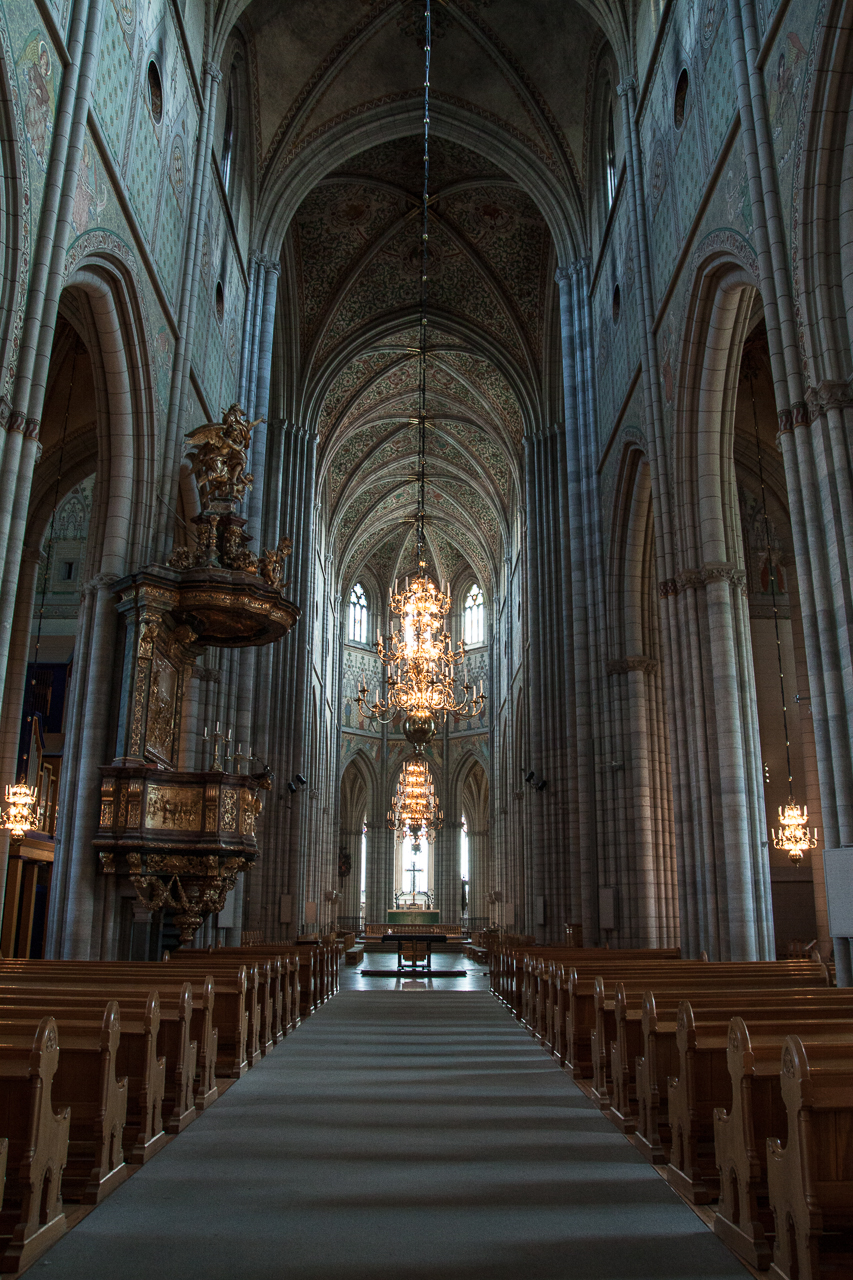
Innenansicht des Doms von Uppsala, in dem Henriks und Annas Hochzeit stattfindet

Anna kehrt zu Henrik zurück. Sie verloben sich und besichtigen eine Pfarrstelle im provinziellen Norrland. Angekommen in der Pfarrgemeinde in Forsboda folgen erste Unstimmigkeiten. Ein schwerer Streit bricht aus, als Henrik seine zukünftige Braut zu einer schlichten Hochzeit ohne Verwandte in seiner Pfarrkapelle, einem früheren Gewächshaus, zu überreden versucht. Beide versöhnen sich aber wieder miteinander und heiraten wie ursprünglich geplant prunkvoll im Dom zu Uppsala.
Das frisch getraute Paar reist vorzeitig nach Forsboda, wo es sich erfolgreich in die Gemeinde integriert. Henrik und Anna werden Eltern eines Sohnes, Dag, der gegen den Willen von Henrik im entfernten Uppsala zur Welt kommt. Zusätzlich nimmt das Paar den 7-jährigen Waisenjungen Petrus bei sich auf. Während sozialer Unruhen bezieht Henrik im Konflikt mit dem religionsscheuen Fabrikbesitzer und Ingenieur Nordenson Stellung und überlässt den Arbeitern bereitwillig die Kapelle als Versammlungsort. Ein weiterer Konflikt ergibt sich durch Nordensons Töchter, die auf Wunsch von Frau Nordenson heimlich Henriks Konfirmandenunterricht besuchen.
Allmählich beginnen sich der autoritäre Henrik und die lebenslustige Anna voneinander zu entfremden. Bei einem Besuch Ernsts weigert sich Henrik mit Gewalt, zur Grammophonmusik zu tanzen. Auch eine angebotene Stelle als Hofpastor am geplanten königlichen Sophia-Hospital in Stockholm lehnt er zur Enttäuschung Annas ab. Henriks Mutter, die insgeheim gegen die Beziehung des Paares gewesen war, besucht die beiden in Forsboda und stirbt dort. Beim Konfirmandenunterricht kommt es zu einer Szene mit dem alkoholisierten Nordenson, der die Teilnahme seiner Töchter unterbinden will. Henrik denunziert den Mann bei Anna und seinen Schülern. Nordenson lässt daraufhin seinen Einfluss spielen, um das Paar in der Gemeinde auszugrenzen. Dazu tragen auch Gerüchte über die angebotene Anstellung in Stockholm sowie über Henrik und Frau Nordenson bei.
Anna beginnt eine Antipathie gegen Petrus zu entwickeln, den sie aus dem Haus haben möchte. Der Junge erfährt davon und versucht aus Rache Annas und Henriks kleinen Sohn Dag in die nahen Stromschnellen zu werfen. Petrus kann aber von Henrik aufgehalten werden. Dieser prügelt den Jungen und schickt ihn fort. Darauf folgt der Bruch mit Anna, die das entbehrungsreiche Leben in der Provinz leid ist. Im Streit erhebt Henrik die Hand gegen seine mittlerweile wieder schwangere Ehefrau, die ohne sein Wissen versucht hatte, seine Bewerbung für die noch immer vakante Stelle am Sofia-Stift aufrechtzuerhalten. Anna kehrt daraufhin mit Dag zu ihrer Mutter nach Uppsala zurück, wo beide das Weihnachtsfest verbringen. Der asketische Henrik isoliert sich zunehmend in seiner Pfarrgemeinde, während Nordenson nach Stilllegung seiner Fabrik im Dezember 1917 Selbstmord begeht. Henrik kehrt im Juni 1918 unangemeldet nach Uppsala zurück. Er verspricht der hochschwangeren Anna, die Stelle in Stockholm anzunehmen. Sie willigt in einen gemeinsamen Neuanfang ein.

## Entstehungsgeschichte

### Rückkehr Bergmans zur Drehbucharbeit und Projektankündigung
Nach der erfolgreichen Aufarbeitung seiner Kindheit mit der preisgekrönten Kinoproduktion Fanny und Alexander (1982), seinem offiziell „letzten Film“, hatte sich Ingmar Bergman nur noch dem Fernsehen und der Theaterregie gewidmet. 1984 wurde auf den Filmfestspielen von Cannes sein im Jahr zuvor entstandener Kurzfilm Karins Ansikte vorgestellt. Die 14-minütige Produktion mit Musikbegleitung und ohne Dialog zeigt hauptsächlich Schwarzweiß-Fotos seine Mutter und wurde am 29. September 1986 im schwedischen Fernsehen uraufgeführt. Bergman zufolge war seine Familie mütterlicherseits sehr fotografierfreudig gewesen und er hatte nach dem Tod seiner Eltern mehrere Fotoalben erhalten, die von etwa Mitte des 19. Jahrhunderts bis Anfang der 1960er-Jahre reichten. Nach einer Phase der Resignation, die unter anderem durch die Ermordung des schwedischen Ministerpräsidenten Olof Palme im Februar 1986 mitverursacht worden war, begann er Ende der 1980er-Jahre wieder als Drehbuchautor zu arbeiten. Angeregt durch die erhaltenen Fotografien begann Bergman eigenen Angaben zufolge „absichtslos“ ein Szenarium zu entwerfen, das auf „[...] Äußerungen, Dokumenten und [...] Photos beruhte“. Durch das Betrachten der Fotos hätte er „starke Zuneigung“ zu seinen Eltern verspürt, „die fast in jeder Hinsicht anders waren als die halbgewandten, mythisch übersteigerten Gestalten, die meine Kindheit und Jugend dominierten“.

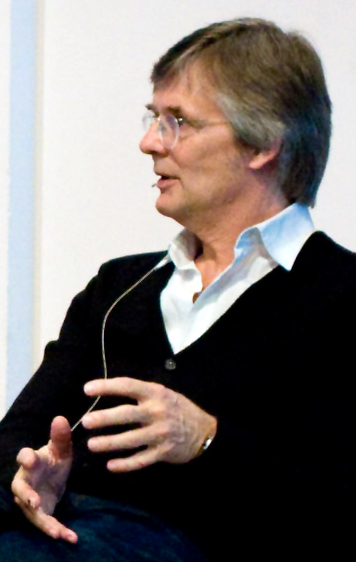
Der dänische Regisseur Bille August (2008)

Am 1. September 1989 gab Bergman überraschend auf einer zweistündigen Pressekonferenz in Stockholm seine Zusammenarbeit mit dem Dänen Bille August bekannt. Bergman als Drehbuchautor und August als Regisseur wollten an einem sechsstündigen Fernsehmehrteiler à vier Teile bzw. zweiteiligen Film namens Den goda viljan (damalige englische Übersetzung Good Intentions) über das Leben von Bergmans Eltern zusammenarbeiten. „Ich fühle ein großes Bedürfnis, die Geschichte dieser zwei Menschen zu erzählen, die in meinem Blutsystem, in meinen Nerven und in meinen Genen sind“, so Bergman gegenüber den Journalisten. August, der zwei Jahre zuvor mit der vielfach preisgekrönten Literaturverfilmung Pelle, der Eroberer (1987) mit dem früheren Bergman-Darsteller Max von Sydow auf sich aufmerksam gemacht hatte, war persönlich von Bergman als Regisseur ausgesucht worden, obwohl dieser ihn bisher nie getroffen hatte. Er hatte Pelle, der Eroberer eigenen Angaben zufolge mehrfach gesehen. August hatte sich zur Zeit der Anfrage in der Vorproduktion zu Isabel Allendes Romanverfilmung Das Geisterhaus befunden, die jedoch mit Finanzierungsproblemen zu kämpfen hatte. Daraufhin zog August nach Studium des Drehbuchs das Projekt Die besten Absichten vor.
Beide hatten die Woche zuvor in Bergmans Sommerresidenz auf der Insel Fårö verbracht, um das Projekt gemeinsam zu diskutieren. August unterstrich in der Pressekonferenz, dass er den Regieposten aufgrund der Qualität des Drehbuchs übernommen hätte. „Ich entschloss mich es zu machen, nicht weil es von Ingmar Bergman war, sondern weil die Geschichte so gut war – die beste Geschichte über Liebe die ich jemals gelesen habe“, so August. Bergman beschrieb das auf neun Mio. US-Dollar budgetierte Projekt als Fortsetzung von Fanny und Alexander und seiner 1987 veröffentlichten Autobiografie Laterna Magica. Mit der Idee für Die besten Absichten trug sich Bergman eigenen Angaben zufolge seit der Beendigung von Fanny und Alexander. Er hätte in seiner Autobiografie über seine Eltern aus der Kindheitsperspektive berichtet, die oft brutal und böse gewesen sei. Dies habe ihn unbefriedigt zurückgelassen. „Ich begann mit all den Träumen und Erinnerungen meiner Eltern. Zum Schluss hatte ich ein Drehbuch“, so Bergman. Er verfasste das Skript 1988 innerhalb von fünf Monaten, änderte aber die Vornamen seiner Eltern ab – aus Erik Bergman wurde „Henrik“ (der Vorname von Ingmar Bergmans Urgroßvater väterlicherseits), aus Karin Åkerblom im Film „Anna“ – Bergman vertauschte die Namen von Mutter und Großmutter mütterlicherseits. „Ich kann und möchte nicht wirklich erklären, warum ich den Druck fühlte, die Namen zu ändern“, so Bergman später.

### Familiärer Hintergrund
Bis zum Verfassen des Drehbuchs habe Ingmar Bergman eigenem Bekunden zufolge nie wirklich gewusst, wie kompliziert das Leben seiner Eltern gewesen sei. „Sie gingen in ihre Ehe mit den besten Absichten, jedoch war diese zur Katastrophe bestimmt, aufgrund der Forderungen, die sie akzeptierten und sich selbst auferlegten“, so Bergman rückblickend. In seiner Autobiografie schrieb er, dass er die Verzweiflung seiner Eltern verstehen könne. „Eine Pastorenfamilie lebt wie auf dem Präsentierteller, allen Einblicken völlig preisgegeben. Das Haus muß immer offen stehen. Kritik und Kommentare der Gemeinde hören nie auf. Sowohl Vater wie Mutter waren Perfektionisten, die diesem unerträglichen Druck ganz sicher nicht gewachsen waren. Ihr Arbeitstag war unbegrenzt, ihre Ehe nicht einfach, ihre Selbstdisziplin eisenhart“, so Bergman, der auch von Ausbruchsversuchen seiner Mutter aus der Ehe sowie schweren Depressionen und angekündigten Selbstmordabsichten des Vaters berichtete.
Der britische Filmhistoriker und Bergman-Biograf Peter Cowie beschrieb die Eltern als „[…] ehrbare Leute, wenn auch Gefangene ihrer Klasse und ihrer Vorstellungen“. Ingmars Vater Erik Bergman war „[…] groß, gepflegt und in skandinavischer Weise gut aussehend; Frauen wollten immer für ihn Dinge erledigen, vor allem in seinen späteren Jahren“. Er stammte aus einer Familie von Pastoren und Bauern ab, die sich bis in das 16. Jahrhundert zurückverfolgen lässt. Sein Vater Axel hatte als Chemiker auf der Insel Öland gearbeitet und war früh verstorben, genauso wie seine zweijährige Schwester Margareta. Bergman war daraufhin in Gävle in einem Haushalt unter Frauen aufgewachsen, gemeinsam mit seiner Mutter Alma, deren Schwester Emma und seiner Großmutter. „Ich denke manchmal an seine muntere Leichtigkeit, seine Sorglosigkeit, Zärtlichkeit, Freundlichkeit, seinen Übermut. All das, was so leicht von Dunkelheit, Schwere, Brutalität, Verschlossenheit verdeckt wurde. Ich glaube, ich habe meinem Vater später oft großes Unrecht getan“, so Bergman später über seinen Vater, dem er aber auch ein „ansehnliches schauspielerisches Talent“ attestierte. „Außerhalb der Bühne war er nervös, reizbar und depressiv. Er hatte Angst, seinen Aufgaben nicht gewachsen zu sein, sah seinen öffentlichen Auftritten mit Entsetzen entgegen, schrieb seine Predigten immer wieder um, und viele seiner Verwaltungsaufgaben verursachten ihm Unbehagen. Er war voller Ängste und konnte heftig aufbrausen, biß sich an Kleinigkeiten fest [...]“.
Bergmans Mutter Karin Åkerblom stammte aus dem gehobenen Bürgertum und wurde von Cowie als „[…] gut aussehende Frau, klein an Statur, mit äußerst schwarzem Haar, zu einem Knoten getragen und einem intensiven Blick […]“ beschrieben. Ihr Großvater mütterlicherseits, Ernst Gottfried Calwagen, war wallonischer Abstammung und genoss einen guten Ruf als Linguist und Grammatiker. Karins intellektuelle Mutter Anna Calwagen gehörte Ingmar Bergman zufolge zu den ersten weiblichen Studenten Schwedens. Sie war viel gereist, beherrschte mehrere Sprachen und unterrichtete Französisch an einer Schule in Uppsala. Anna heiratete den zwanzig Jahre älteren, wohlhabenden Ingenieur Johan Åkerblom, der die südliche Eisenbahnstrecke in Dalarna erbauen ließ. Das ebenfalls von ihm errichtete Sommerhaus (Våroms, dt.: „Unseres“) in der Nähe von Duvnäs, aus dem er die vorbeifahrenden Züge zu beobachten pflegte, findet auch im Film Erwähnung. Genauso wie die geräumige 14-Zimmer-Wohnung der Åkerbloms in Uppsala, an die sich Ingmar Bergman in seiner Autobiografie als den „Inbegriff von Geborgenheit und Magie“ erinnerte. Die Ehe von Anna und Johan Åkerblom, der bereits aus einer früheren Verbindung drei erwachsene Söhne im Alter seiner Gattin hatte, währte nur kurz und aus ihr gingen die gemeinsamen Kinder Karin und Ernst hervor (in der Produktion datierte Bergman den Tod des Großvaters um mehr als ein Jahrzehnt vor). Karin, die Ingmar Bergman als „schrecklich intelligent und begabt“ beschrieb, wurde von ihrer Mutter dazu erzogen, weibliches Verhalten zu unterdrücken. Dennoch wurde sie von Freunden als „leidenschaftliche Frau“ beschrieben. Karin Åkerblom habe erfolglos um die Liebe ihrer Mutter gebuhlt. Erzählungen Bergmans zufolge habe Anna Åkerblom mit Ausnahme ihres Sohns Ernst (in der Produktion dargestellt durch Björn Kjellman) nie jemanden geliebt. Ingmar Bergmans Mutter sei später wie der Vater vom Gefühl verfolgt worden, dass sie den „übertriebenen Ansprüchen“ nicht genüge.
Die Familien Bergman und Åkerblom waren miteinander verwandt und Karin war eine Cousine von Erik. Er habe sich bei der ersten Begegnung in Karin verliebt. Seine Liebe sei jedoch anfangs nicht erwidert worden und erst mit den Jahren zwischen beiden gewachsen. Erik war es nicht erlaubt Karin zu heiraten, ehe er eine Anstellung fand. Das Verhältnis von Erik Bergman zur wohlhabenden Schwiegermutter Anna galt als gespannt, und er charakterisierte sie als „herrschsüchtiges Weibsstück“. Nach Beendigung seines Theologiestudiums zog er mit Karin als Geistlicher in die kleine Minengemeinde Söderhamn (im Film Forsboda in Norrland), nähe Gävle, wo sie ein altes Holzhaus nahe einem See als primitive Pfarrei bezogen. Bald übersiedelten sie jedoch nach Stockholm, wo Erik Anstellung bei der Hedwig-Eleonora-Kirche fand. Die im Film angetretene Stelle am Sofia-Stift datierte Ingmar Bergman in seinem Film vor. Sie wurde von Erik erst 1924 angetreten, als Ingmar, sein älterer Bruder Dag und seine jüngere Schwester Margareta bereits geboren waren. „Ich will nicht behaupten, daß ich die Wahrheit meiner Erzählung sonderlich ernst nahm. Ich fügte hinzu, verlängerte, ließ weg und änderte, aber wie so oft bei derartigen Spielen ist das Spiel womöglich deutlicher als die Wirklichkeit“, so Ingmar Bergman im Vorwort zur in Drehbuchform erschienenen Buchfassung, die ungekürzt 1991 zur Fernseh- und Filmproduktion erschien.

### Dreharbeiten
Nach der Pressekonferenz wählten Bergman und August gemeinsam die Darsteller aus favorisierten skandinavischen Schauspielern aus. Die Rolle von Bergmans Vater übernahm der schwedische Schauspieler Samuel Fröler. Fröler entstammte ebenso wie seine Filmfigur der Familie eines Geistlichen und war Bergman durch Lars Molins Fernsehserie Tre kärlekar (1989 und 1991) aufgefallen. Die Rolle der Mutter erhielt die Schwedin Pernilla Östergren. Bergman hatte sie bereits als junge Schauspielstudentin entdeckt und ihr eine kleine Rolle als lebenslustiges Dienstmädchen in Fanny und Alexander (damals noch unter dem Namen Pernilla Wallgren) verschafft. Später hatte er Östergren Hauptrollen in seinen Theaterinszenierungen von Hamlet (1986, als Ophelia) und Nora oder Ein Puppenheim (1989, als Nora) jeweils am Königlichen Dramatischen Theater in Stockholm anvertraut. Während der zweimonatigen Proben zum letztgenannten Stück erfuhr Östergren von der ihr zugedachten Rolle in Die besten Absichten. Obwohl Bergman und Östergren in dieser Zeit kaum über das Projekt sprachen, kamen sie sich laut Östergren näher, was ihr später bei der Rollenvorbereitung geholfen hätte. Bergman hatte Östergrens Verpflichtung in der weiblichen Hauptrolle für Bille August zur Bedingung gemacht. Neben Lena Endre als weiterem jungen Ensemblemitglied Bergmans wurden auch Max von Sydow, Börje Ahlstedt und Anita Björk, altgediente Akteure aus früheren Bergman-Filmen, für Neben- oder Kleinstrollen verpflichtet. Bergman und August überarbeiten gemeinsam zwei Monate lang das Drehbuch, was der dänische Regisseur rückblickend als „wundervolle Zeit“ in Erinnerung bleiben sollte. „Als Filmregisseur war es eine sehr große Erfahrung für mich aus einem professionellen Blickwinkel betrachtet. Aber aus privater Sicht war es fantastisch ihn zu treffen, weil er so klug und fröhlich und so einfühlsam ist, und er hat eine enorme Lebenserfahrung“, so August, der ähnlich wie Bergman mit einem streng autoritären Vater aufgewachsen war.

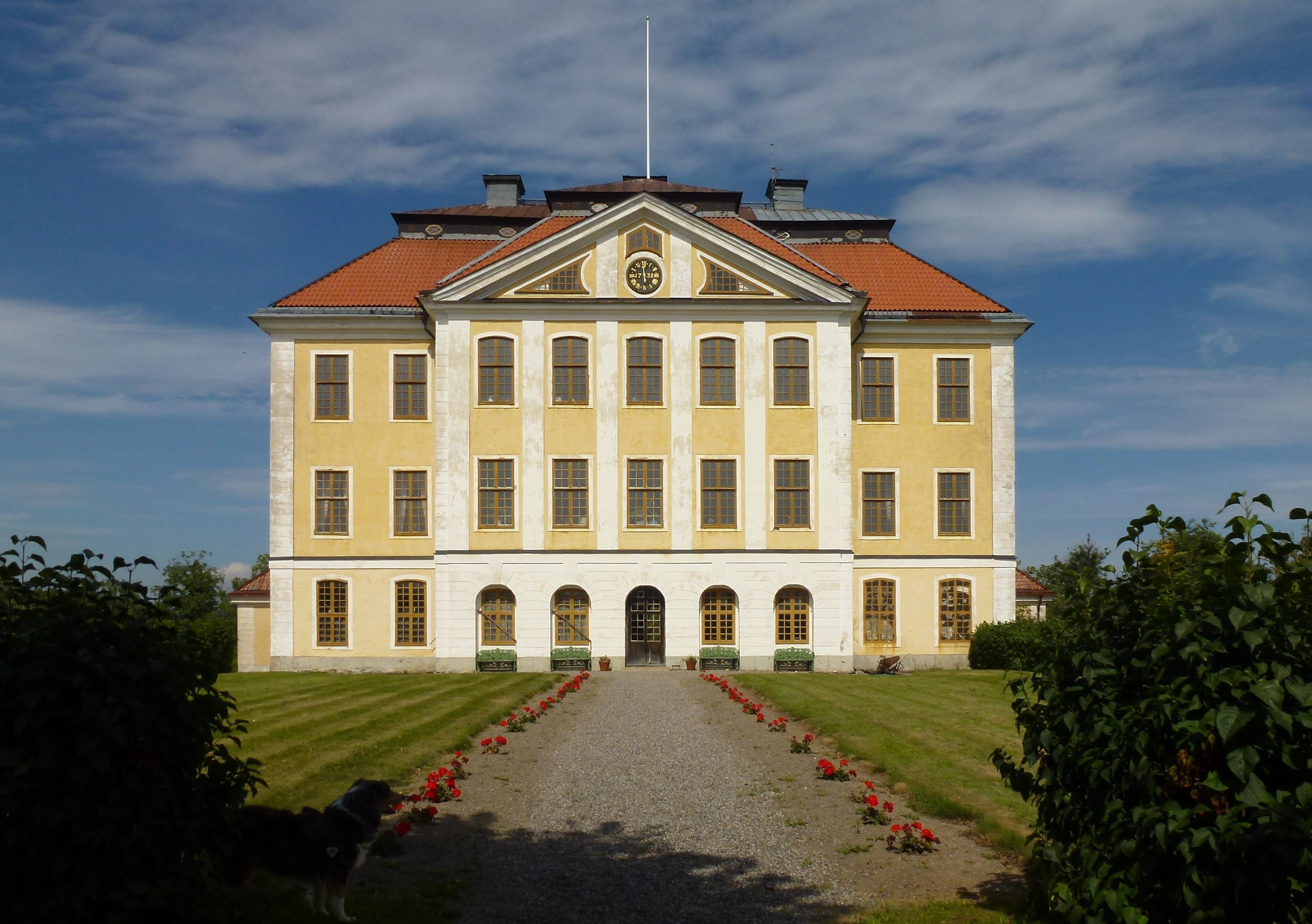
Schloss Tureholm diente unter anderem als Drehort für Die besten Absichten

Die Dreharbeiten begannen ab Juli 1990 mit separaten Drehbüchern für den Fernsehmehrteiler und die kürzere Filmfassung und dauerten circa acht bis neun Monate an. Bergman ließ August freie Hand bei den Dreharbeiten. Bereits im Vorfeld hatte der Regisseur mit Bergman abgesprochen, dass er auf sich selbst vertrauen wollte und nicht die Absicht hatte, einen „Ingmar-Bergman-Film“ zu inszenieren. „Ich denke fast jeder von Ingmar Bergmans Filmen war technisch ausgefeilter, waren in verschiedenen Stilen gewesen. Viele seiner Filme haben sich mit Träumen und Illusionen und albtraumhaften Dingen beschäftigt und dieser – es steht alles im Drehbuch geschrieben – ist eine sehr, sehr nüchterne, sehr realistische Geschichte, sehr direkt, ohne jede Art von differenziertem Geschichtenerzählen. Es ist eine Geschichte von einem Mann und einer Frau, die sich anstrengen und kämpfen und kämpfen für ihre Liebe, für ihre Beziehung“, so August. Er betonte, dass die Geschichte zwar auf Fakten basiere, aber fiktional und keine Dokumentation sei.
Die Produktionskosten wurden mit 67 Mio. Schwedischen Kronen (ca. 8,5 Mio. Euro) beziffert, was die Filmversion Medienberichten zufolge zur bis dahin teuersten skandinavischen Filmproduktion machte. Finanziert wurde das Projekt neben Sveriges Television (SVT) von mehreren weiteren europäischen Fernsehanstalten – das deutsche ZDF, die französischen Société d’Engénérie et de Programmes de Télévision et d’Audio-Visuels, der britische Channel Four, Italiens Rai 2, der dänische DR, der norwegische NRK, der isländische RÚV und der finnischen YLE2 beteiligten sich an den Kosten. Strikte schwedische Gesetze über Arbeitszeiten und Bedingungen, die normalerweise ausländische Filmemacher abschreckten, wurden freiwillig für das Jahr der Dreharbeiten außer Kraft gesetzt.
Gedreht wurde in den Stockholmer Filmhus Studios sowie in Uppsala und Strömsberg (Uppsala län), Ransjö (Norrland), Schloss Tureholm und Dillnäs (Södermanlands län). Während der Dreharbeiten heirateten Regisseur Bille August und Hauptdarstellerin Pernilla Östergren, dessen Namen sie annahm. Bille August war eigenen Angaben zufolge während der Dreharbeiten etwas nervös, da er nicht als eine Art Regieassistent von Ingmar Bergman gelten bzw. in dessen Schatten stehen wollte. Er arbeitete faktisch isoliert mit einer Filmcrew von 60 Personen und nannte das Behalten der Konzentration als eine der Schwierigkeiten des langen Drehs sowie die unterschiedliche Arbeitsweise zwischen Fernsehen und Kino. Pernilla Östergren-August wiederum genoss den langen Dreh als eine Art „Luxus“, durch den sie sich tief in die Figur hineinarbeiten konnte. „Ich werde niemals fähig sein, dies ein weiteres Mal zu tun, so viel Zeit zu haben. Die letzten Monate, in denen wir drehten, waren sehr interessant, da wir uns da so gut kannten, dass wir uns nicht absprechen mussten; wir wussten exakt, wovon das alles handelt, ohne Worte“, so Östergren-August. Sie sah Bergman als eine Art Mentor an und betrachtete daher die Rolle seiner Mutter als Ehre bzw. eine große Verpflichtung. Anfangs etwas ängstlich, sprach sie viel mit Bergman über ihre Gefühle für die Figur. Auch durch die Zusammenarbeit mit ihrem frisch angetrauten Ehemann Bille August habe sie sich sicher und geborgen gefühlt. Er hätte eine wundervolle, respektvolle Stimmung am Filmset geschaffen, ohne harsche Worte. Dies habe Östergren-August den Mut gegeben, sich auszuprobieren.

## Rezeption

### Fernsehveröffentlichung in Schweden und Premiere der Filmfassung in Cannes
Nach Fertigstellung von Die besten Absichten reiste August nach Stockholm, um Bergman den Film vorzustellen. Seinen Angaben nach habe sich Bergman den Film allein in einem Kino angesehen. Einen Tag später seien beide zusammengekommen. Bergman wäre sehr glücklich und ergriffen gewesen und habe August längere Zeit umarmt. Was Bergman zu ihm sagte, behielt August jedoch für sich.
Die Erstausstrahlung der 325 Minuten langen Fernsehfassung erfolgte als Vierteiler am 25., 26., 29. und 30. Dezember 1991 durch den schwedischen Fernsehsender SVT 1 und erreichte überragende Einschaltquoten. Eine Wiederholung erfolgte am 31. Dezember 1991, 1., 5. und 6. Januar 1992. Die 181-minütige Kinofassung von Die besten Absichten verzichtet im Gegensatz zur Langfassung auf die Nennung aller zeitgeschichtlichen Daten sowie den Einsatz eines Erzählers. Dieser findet in der Fernsehfassung kurz vor dem ersten Streit des Paares in Forsboda Anwendung. Auch wurde die Filmfassung um zahlreiche Nebenhandlungen und Personen aus Bergmans großer Familie gekürzt. In ihr tauchen unter anderem nicht Henriks Theologie-Professor, seine unverheirateten Tanten, die Meinungsverschiedenheit über den Ort von Annas Niederkunft oder der Besuch und Tod von Henriks Mutter auf. Die Uraufführung der Kinoversion erfolgte am 14. Mai 1992 im Wettbewerb der 45. Internationalen Filmfestspiele von Cannes.
Die internationale Fachkritik äußerte sich zur Festivalpremiere gemischt über die Kinofassung, die wiederholt den Vergleich zu früheren Werken Bergmans suchte. Zum Kritiker- und auch Publikumsfavoriten in Cannes avancierte dagegen Robert Altmans Hollywood-Satire The Player. Le Monde beanstandete, dass Augusts Regiearbeit in Beziehung zum Meisterwerk Bergmans stehe, wie die Pariser Sacré-Cœur zur Kathedrale von Chartres. Die französische Tageszeitung fragte sich, warum die Sittenstudie gleichsam so „illustrativ und redundant“ verfilmt worden war. Bergman habe zwar seine Eltern „gefunden“, nicht aber seinen „spirituellen Sohn“. Im Gegensatz zu seinem Erfolgsfilm Pelle, der Eroberer finde August nicht ein wenig Energie in den Situationen der schweren Krise. Die besten Absichten lasse zwar die Anwesenheit des großen Regisseurs Bergman erkennen, jedoch habe der Film „weder den Raum noch die Freiheit, sich selbst auszudrücken“. In den Vergleich mit Pelle, der Eroberer stimmte auch der britische Guardian ein, der die Darstellung von Pernilla Östergren-August als „großartig“ bewertete sowie auf den Kurzauftritt von Max von Sydow hinwies. Bille August hätte durch die verkürzte Filmversion einen gewissen Teil der Handlung verloren. Der Film sei schön anzusehen, aber ihm fehle die Auszeichnung und das Gefühl scheitere daran, in wirkliche Leidenschaft übersetzt zu werden. Die Frankfurter Allgemeine Zeitung zählte den Film unter den großen Namen in Cannes zu den „leisen Enttäuschungen“. Zwar enthielten Die besten Absichten eine Vielzahl an klassischen Bergman-Motiven, jedoch inszeniere August „alles meist ein wenig verhaltener und auch simpler“. Trotz der Sorgfalt bei der Personenführung sei die Zuneigung zu den Figuren „ausgesprochen altmodisch“. Der Film schwelge poetisch in Stimmung und Ausstattung und sei „letztlich doch kein Film von Ingmar Bergman“. Jurypräsident Gérard Depardieu wurde noch vor der Preisverleihung zitiert, dass die Emotion das wichtigste Element im Kino sei und zählte Die besten Absichten als ein Beispiel auf. Depardieu selbst hatte die letzten Jahre internationale Erfolge in europäischen Historienfilmen wie Jean Florette, Manons Rache oder Cyrano von Bergerac gefeiert und kürzlich die Dreharbeiten zur Zola-Verfilmung Germinal beendet.

### Schwedische und deutsche Filmkritik
In Schweden lief die Filmfassung von Die besten Absichten am 2. Oktober 1992 in den Kinos an, wo Uneinigkeit darüber herrschte, welche Fassung die bessere sei. Annika Gustafsson von der Zeitung SDS lobte die Regie Bille Augusts als „fleißig“ und „durchdacht“ sowie die Darstellerleistungen. Hanserik Hjertén (Dagens Nyheter) bevorzugte die Filmfassung, die er u. a. besser ausbalanciert in der Aussage fand und lobte die beiden Hauptdarsteller Samuel Fröler und Pernilla August. Die Kameraarbeit würde die Blicke der Darsteller klarer einfangen. Bo Ludvigsson (Svenska Dagbladet) tendierte eher zur längeren Fernsehfassung. Zwar würden die Schauspieler noch überzeugen, insbesondere Samuel Fröler und Lena Endre, jedoch hätte das Thema ein wenig seinen „Glanz“ verloren.
Der deutsche Kinostart erfolgte am 29. Oktober 1992. Der film-dienst machte das Akzeptieren und Respektieren von Schwächen des Gegenübers – ohne Verurteilung von sich selbst oder anderen – sowie das „damit verbundene Ausloten von Grenzen“ als spannenden „Gehalt des Films“ aus. Diese „spirituelle Sinnfrage“ werde aber durch verschwenderisches, altmodisches Ausstattungskino verdrängt. Der Film bewege „sich optisch auf dem schmalen Grat zwischen geschmackvoll und geschmäcklerisch“. Zugutegehalten wurde Augusts Regiearbeit „Bergmans so sympathische wie wichtige Beweggründe“, die über die gesamte Dauer des Films präsent blieben. Laut der Kritik der Frankfurter Allgemeinen Zeitung genüge August den Vorstellungen des Altmeisters so präzise, dass zuweilen der Eindruck eines wirklichen Bergman-Films entstehe. Hervorgehoben wurden die „kulinarisch“ arrangierten Bilder, die bis „in die Nebenrollen perfekt agierende Schauspielerriege“ um Pernilla Östergren-August, die an eine junge Liv Ullmann erinnere, sowie Max von Sydow und Samuel Fröler. Dennoch wirke der perfekt in Szene gesetzte Film „oft langatmig, mitunter geradezu ermüdend“, was die FAZ der „um Authentizität bemühten Darstellung eines Ehelebens, das sich im spannungslosen Auf und Ab des Trennens und Versöhnens verliert“ ankreidete. Die Geschichte sei mit Fanny und Alexander viel besser erzählt worden, die festgehaltene Liebe von Anna und Henrik „als dramaturgisches Element gänzlich ungeeignet“. „Wieder einmal wird deutlich, daß eine Geschichte, die ihre Legitimation einzig und allein daraus schöpft, daß sie vom ‚wirklichen‘ Leben beglaubigt ist, als Film versagt“. Laut dem Spiegel sei es Bergman gelungen, der Geschichte der Begegnung seiner Eltern „eine fürchterliche innere Überzeugungskraft zu geben“, auch wenn keine überprüfbare Wahrheit vorliege. Es gehe nicht nur um den „Ur-Haß zwischen Mann und Frau“, sondern auch in Gestalt von Anna und Frau Åkerblom „um den zwischen Mutter und Kind“. Zwar sei Bille August kein „origineller oder gar bedeutender Filmregisseur“, aber „ein untadeliger Techniker“ und erweise sich für Bergman als kompetenter „Sachwalter“. Das Problem des Films sei aber, dass es sich im Gegensatz zur Fernsehfassung nur um „eine halbe Sache“ handle. Die besten Absichten verlasse sich darauf, dass der Film allein durch die beiden Hauptfiguren Anna und Henrik wirke. Bergman schaffe dennoch „[…] die dramatische Überwältigung wieder einmal“. Der Film erzähle nach Karsten Witte (Die Zeit) die „[…] Anamnese der Angst, deren cineastischer Meister Bergman war“. Durch das eigens für einen anderen Regisseur verfasste Drehbuch enthebe sich Bergman „[…] der Verpflichtung auf alte, sich selbst schon historisch gewordene Obsessionen“ zurückzugreifen. Bille August sei „ein bedächtiger, problemloser Epiker“, der den „Abschied von aller filmischen Verruchtheit“ in Tafelbildern ohne jeden Riss schildere, die an die „niederländische Selbstzufriedenheit der Alten Meister“ erinnerten. Die „Dunkelzonen“ seien „einer freundlich-jugendfreien Korrektur gewichen“. Die finale Szene im Park zwischen Anna und Henrik sei „ein erklärter Abschied von der Angst, von der Zerrissenheit und der Heillosigkeit des europäischen Kinos“.

### Ergänzende Filme zu Bergmans Familientrilogie
Dem Drehbuch zu Die besten Absichten folgten zwei weitere Skripte, die auf Erinnerungen Bergmans beruhen und heute als Trilogie über seine Eltern zusammengefasst werden. Der ebenfalls 1992 veröffentlichte Kinofilm Sonntagskinder (Originaltitel: Söndagsbarn) spielt im Jahr 1926 und handelt von dem achtjährigen „Pu“, der mit Mutter und Vater, einem gottesfürchtigen und strengen Pastor, die Ferien auf dem Land verbringt. Der Film, das Regiedebüt von Ingmar Bergmans Sohn Daniel, wurde mit Lena Endre und Thommy Berggren in den Rollen der Eltern besetzt. Vier Jahre später entstand unter der Regie Liv Ullmanns der Fernsehzweiteiler Enskilda samtal (1996), in dem erneut Pernilla August und Samuel Fröler als Eltern Bergmans zu sehen sind. Die Handlung spielt zwischen 1925 und 1934 und stellt fünf Unterhaltungen Anna Bergmans in den Mittelpunkt, die eine Affäre mit einem jungen Theologiestudenten (Thomas Hanzon) unterhält. In weiteren Rollen sind Max von Sydow als Onkel Jacob und Anita Björk in der Rolle von Annas Mutter zu sehen. Pernilla August übernahm die Rolle der Mutter noch einmal in dem von Ingmar Bergman selbst inszenierten Fernsehfilm Dabei: Ein Clown (1997), mit Börje Ahlstedt als Carl Åkerblom und Anita Björk erneut als Großmutter.

## Auszeichnungen
Die gekürzte Filmfassung nahm 1992 am Wettbewerb der 45. Internationalen Filmfestspiele von Cannes teil. Die Jury unter der Leitung des französischen Schauspielers Gérard Depardieu erkannte Bille August mit der Goldenen Palme den Hauptpreis des Festivals zu, den der Regisseur bereits vier Jahre zuvor für Pelle, der Eroberer (1987) erhalten hatte. In seiner Dankesrede würdigte August Bergman als „einen der besten Regisseure der Welt“ und dankte ihm für sein „fantastisches Drehbuch“. Seine Ehefrau Pernilla Östergren-August wurde für die Hauptrolle der Anna außerdem der Darstellerpreis zugesprochen, den sie unter anderem gegen die später Oscar-prämierte Britin Emma Thompson (Wiedersehen in Howards End) gewann.
1993 folgten bei der Vergabe der amerikanischen National Society of Film Critics Awards jeweils dritte Plätze in den Kategorien Bester fremdsprachiger Film (hinter dem Sieger Rote Laterne und dem zweitplatzierten Das Mädchen aus der Streichholzfabrik) und Beste Hauptdarstellerin für Pernilla Östergren-August (punktgleich mit Gong Li für Rote Laterne, hinter der Siegerin Emma Thompson für Wiedersehen in Howards End und der zweitplatzierten Susan Sarandon für Lorenzos Öl und Light Sleeper). Im selben Jahr erhielt Die besten Absichten bei der Verleihung des schwedischen Guldbagge sechs Nominierungen (Bester Film, Beste Regie, Bestes Drehbuch, Beste Hauptdarstellerin – Pernilla August, Bester Hauptdarsteller – Samuel Fröler, Beste Kamera). Pernilla August und Ingmar Bergman gewannen die Auszeichnungen. Nach den Regiepreisen für Das Schweigen (1964) und Fanny und Alexander (1983) war es das letzte Mal, dass Bergman mit dem wichtigsten schwedischen Filmpreis geehrt wurde.
Der Filmversion wurde ursprünglich als offizieller Kandidat Schwedens auf eine Oscar-Nominierung in der Kategorie Bester fremdsprachiger Film eingereicht, aber aufgrund der vorherigen Fernsehausstrahlung abgelehnt.